# Tomasz Rogala
Tomasz Rogala (ur. 15 grudnia 1860 w Wielu, zm.  1 czerwca 1951 w Kościerzynie) – rzemieślnik (szewc), kaszubski działacz ludowy, społecznik, członek delegacji polskiej na konferencję w Wersalu (1919), lokalny polityk, zasłużony obywatel Kościerzyny, podobnie jak Antoni Abraham zwany "kaszubskim królem".  

## Życiorys
Tomasz Rogala urodził się 15 grudnia 1860 r. w Wielu, w rodzinie zamożnego chłopa (kaszubskiego gbura) Piotra (1833-1927) i Joanny Ossowskiej z Gotelpa (1838-1930) jako trzecie z ich 14 dzieci (z których 5 zmarło we wczesnym dzieciństwie). Miał starszego brata Jana (ur. 1859) i młodsze rodzeństwo: Annę (ur. 1863), Leona (ur. 1866), Piotra (ur. 1868), Wincentego (ur. 1871), Jakuba (ur. 1873), Józefa (ur. 1875) i Stanisława (ur. 1876). Piotr Rogala wywodził się z rodziny o tradycjach patriotycznych, sam uważał się za weterana powstania styczniowego (chociaż nie brał czynnego udziału w walkach), przez kilka lat prowadził również w Wielu bibliotekę Towarzystwa Czytelni Ludowych.    
O pierwszych 20 latach swojego życia Tomasz napisał w życiorysie: pracowałem przy gospodarstwie ojca i czytałem dużo gazet i książek, które ojciec zapisywał i sprowadzał. W zimie w długich wieczorach musiałem książki i gazety  dla całego zgromadzenia domowego głośno czytać. 
W latach 1882–1885 odbył służbę wojskową w jednostce artylerii w Berlinie. Po powrocie do domu wykupił od ojca rodzinne gospodarstwo i spłacił braci, jednak niespełna trzy lata później, prawdopodobnie wskutek zadłużenia, musiał odsprzedać je Janowi Wnukowi-Lipińskiemu, a jego ojciec dzierżawił odtąd część swoich dawnych gruntów od nowego właściciela. Zła sytuacja materialna zmusiła rodzeństwo Tomasza do szukania nowych źródeł zarobkowania na emigracji w głębi Niemiec. Sam Tomasz pracował najpierw przez 2 lata jako pomocnik gospodarza w majątku Sokoły w Prusach Wschodnich, jednak już w 1889 r. przeniósł się do Berlina, gdzie rozpoczął praktykę rzemieślniczą w zawodzie pantoflarza. Przebywając w stolicy Niemiec aktywnie włączył się w działalność tamtejszej Polonii, m.in. w akcję zakładania polskich szkół i budowę kościoła katolickiego w Neu Weißensee na przedmieściu Berlina. Tam również poznał swoją żonę – Franciszkę Knebę (ur. 1862) ze Starej Kiszewy, z zawodu kucharkę, z którą pobrał się w 1891 r. W Weißensee urodziły się ich pierwsze dzieci: Julian (1892) i Jan (1893).  
Jesienią 1893 r. małżonkowie, z powodu choroby Tomasza, postanowili wrócić w rodzinne strony, najpierw do Starej Kiszewy, a wkrótce potem przenieśli się do Kościerzyny, w której Rogala już w grudniu tego roku założył warsztat szewski specjalizujący się w wyrabianiu butów filcowych, czyli pantofli. Kościerzyna, licząca na przełomie XIX i XX w. ok. 6 tys. mieszkańców, z których ponad 65% stanowiła ludność katolicka, głównie kaszubska i polska, była jednak zdominowana przez mniejszości niemiecką i żydowską, które zmonopolizowały zarząd miasta i część życia gospodarczego. W tej sytuacji Rogala aktywnie włączył się w działalność o charakterze narodowym. W 1896 r. był współzałożycielem i sekretarzem Towarzystwa Gimnastycznego "Sokół", prowadzącego pod przykrywką sportową działalność patriotyczną, które jednak wkrótce potem musiało zawiesić funkcjonowanie wskutek szykan władz niemieckich.    
W 1905 r. parafię katolicką w Kościerzynie objął ks. Hubert Kralewski, który mimo polskiego pochodzenia czuł się Niemcem i miał zapędy germanizacyjne. Działalność ks. Kralewskiego wywołała opór wśród patriotycznie nastawionych Kaszubów i Polaków, którzy 6 maja 1906 r. zorganizowali na rynku w Kościerzynie wiec, którego głównym mówcą – jak donosił poznański tygodnik "Praca"  – był dzielny wiarus p. Rogala. W mowie swej wykazał p. Rogala, że germanizacya wciska się do kościoła drzwiami i oknami. Uwydatnia się to w ustawiecznem  pomnażaniu nabożeństw niemieckich i w stałym wzroście tych dzieci polskich, które uczęszczają na niemiecką naukę przygotowawczą do Sakramentów świętych. Na koniec swej przemowy stawił p. Rogala wniosek, ażeby wybrano komisyę, któraby urządzała rokrocznie wiece i dopilnowała rodziców, aby dzieci na niemiecką naukę przygotowawczą nie posyłali. Wniosek ten wiecownicy przyjęli i natychmiast utworzyli komitet, w którego skład wchodzą pp.: dr Pellowski, dr Majkowski, Rogala, Piwnicki, Kręcki, Kiedrowski, Lniski, Świeczkowski i Troka. Wydarzenie to, rozpropagowane przez prasę polską, stało się bezpośrednim impulsem do zorganizowania w całej prowincji Prusy Zachodnie fali strajków szkolnych, które miały miejsce w 468 (!) wsiach i miasteczkach w latach 1906-1907. W samej Kościerzynie wprawdzie do strajku nie doszło, lecz ks. Kralewski musiał w sierpniu 1906 r. opuścić miasto. 
W 1906 r. powstała w Kościerzynie organizacja "Straż", która integrowała lokalnych działaczy polsko-kaszubskich. W tym samym roku powołano również spółkę "Dom Kaszubski" (z Tomaszem Rogalą w składzie rady nadzorczej), przemianowaną w 1909 r. na spółkę "Bazar", której celem było wybudowanie w mieście obiektu mogącego stać się centrum polskiej aktywności narodowej i promocji kultury kaszubskiej. Uroczyste otwarcie kościerskiego "Bazaru" (wzorowanego na poznańskim), nastąpiło 24 lipca 1910 r., a w czerwcu-lipcu następnego roku zorganizowano w nim kaszubsko-pomorską wystawę ludoznawczą, w której wzięło udział ok. 100 wystawców, w tym Tomasz Rogala prezentujący pantofle, wyroby filcowe i pończochy. W 1909 r. przy współudziale Rogali powstało w Kościerzynie Towarzystwo Czytelni Ludowych, które posiadało ok. 40 filii wiejskich. Rok później założono tutaj Towarzystwo Ludowe, którego przewodniczącym został ks. Franciszek Wróblewski, a jego zastępcą Tomasz Rogala. W latach 1907–1912 Rogala był również członkiem rady nadzorczej istniejącego od 1902 r. Banku Ludowego w Kościerzynie. W 1912 r. został współzałożycielem powstałego w Grudziądzu konspiracyjnego "Towarzystwa Odrodzenia Polski", którego celem stało się zorganizowanie w odpowiednim momencie zbrojnego powstania przeciw zaborcy.  
W trakcie I wojny światowej Rogala stracił najstarszego syna, Juliana, który w 1915 r. (w wieku 23 lat) zginął na froncie wschodnim. W listopadzie 1918 r., kiedy Cesarstwo Niemieckie chwiało się w posadach po przegranej wojnie, Tomasz Rogala wszedł jako wiceprezes w skład kościerskiej Powiatowej Rady Ludowej, podlegającej Podkomisariatowi Naczelnej Rady Ludowej na Prusy Królewskie, Warmię i Mazury z siedzibą w Gdańsku. 24 listopada na wiecu w Kościerzynie wybrano 13 delegatów (wśród nich Rogalę) na Polski Sejm Dzielnicowy w Poznaniu, nie ma jednak pewności, czy Rogali udało się w ogóle dotrzeć na jego obrady. Po wybuchu powstanie wielkopolskiego nastroje na Pomorzu uległy radykalizacji, a dobiegające z Paryża informacje o tym, że kwestia przyłączenia tej dzielnicy do odrodzonej Polski jest niepewna, zmobilizowały miejscowych polityków do działania. Na wniosek podkomisarza dra Józefa Wybickiego postanowiono wysłać na konferencję paryską delegację Pomorzan, w skład której mieli wejść: dr Mieczysław Marchlewski, adwokat z Gdańska, oraz działacze kaszubscy: Antoni Abraham, Tomasz Rogala, Augustyn Kąkol z Nadola i Antoni Miotk z Pucka. Wyprawa ta obrosła wieloma mitami, na podstawie istniejących źródeł można jednak ustalić, że Abrahamowi i Rogali udało się rzeczywiście przedostać przez granicę do Warszawy, skąd między 13 a 18 kwietnia dojechali przez Kraków, Wiedeń i Szwajcarię do Paryża, gdzie zostali przyjęci przez członków polskiej delegacji z Ignacym Paderewskim na czele. Jest jednak mało prawdopodobne, żeby spotkali się, jak głosi legenda, z premierem Wielkiej Brytanii Davidem Lloydem George’em i prezydentem USA Woodrowem Wilsonem. Ponieważ w połowie kwietnia sprawa przebiegu polskiej granicy zachodniej i północnej była już w zasadzie przesądzona, dlatego wydaje się, że pobyt dzielnych Kaszubów w Wersalu nie miał większego znaczenia politycznego, stał się jednak ważnym elementem budowania pomorskiej mitologii narodowej. Według tradycji, na potwierdzenie polskości Pomorza Abraham i Rogala mieli zabrać ze sobą cztery roczniki wydawanego przez A. Majkowskiego czasopisma "Gryf", rezolucje pomorskich rad ludowych domagające się przyłączenia Pomorza do Polski, jak również egzemplarze książki adresowej Gdańska czy książki telefonicznej Kościerzyny, zawierających setki polskich nazwisk.  

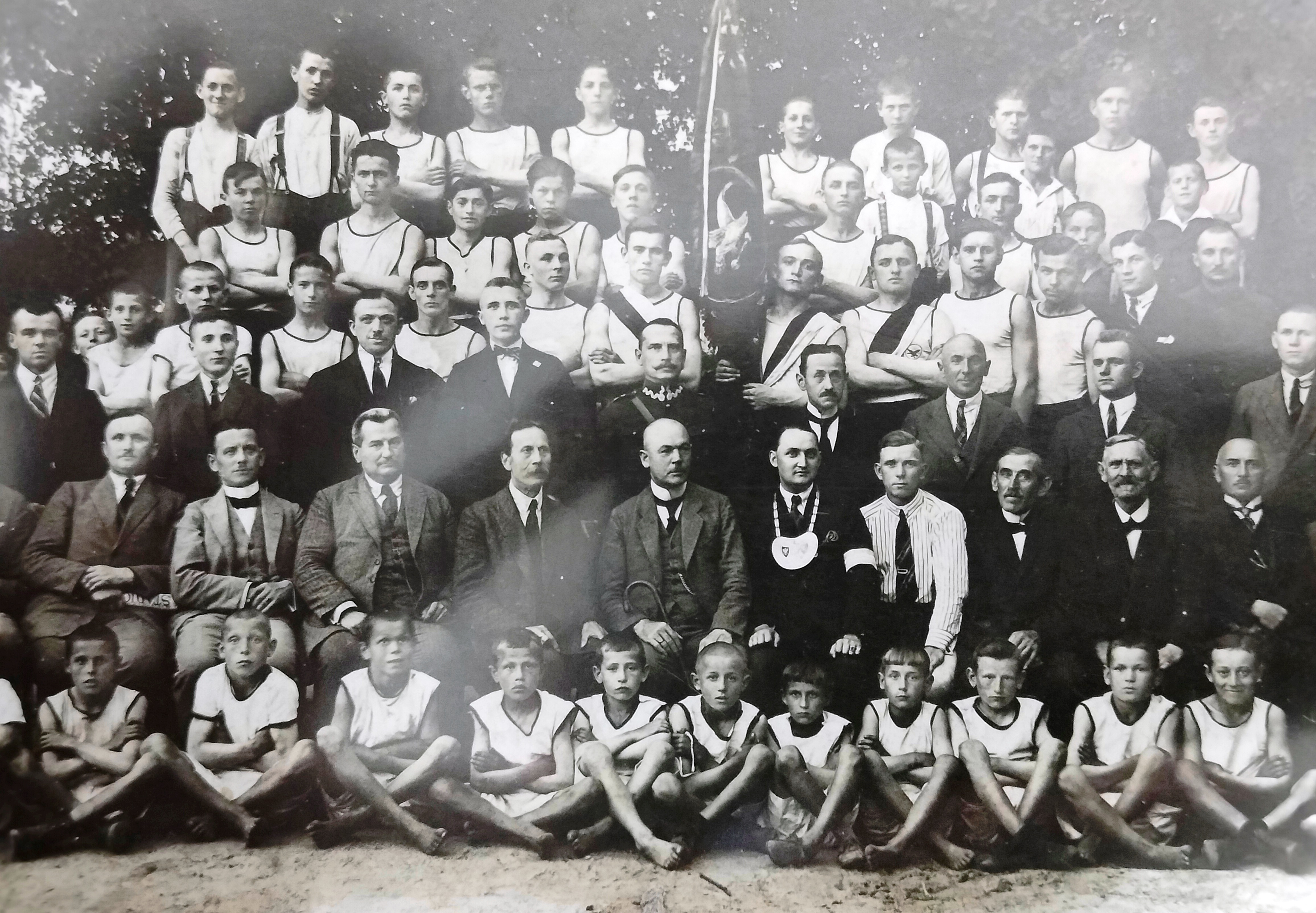
Towarzystwo gimnastyczne "Sokół" w Kościerzynie w 1925 r., T. Rogala trzeci od prawej w drugim rzędzie od dołu (ze zbiorów Muzeum Ziemi Kościerskiej)

Po powrocie Pomorza Gdańskiego do Polski w 1920 r. Rogala kontynuował swoją działalność społeczną i polityczną. Już w kwietniu tego roku został mianowany przez wojewodę pomorskiego członkiem 24-osobowej Tymczasowej Rady Miejskiej w Kościerzynie. W następnych latach był czterokrotnie wybierany na członka Rady Miasta Kościerzyny (1921-22, 1922-25, 1929-33, 1939). Podobnie jak wielu innych Kaszubów szybko rozczarował się do nowej rzeczywistości politycznej i ostro krytykował niekorzystne, jego zdaniem, posunięcia kolejnych rządów. Wyrazem jego poglądów politycznych była np. uwieńczona sukcesem walka o zmianę nazwy jednej z głównych ulic Kościerzyny, którą po 1920 r. przemianowano na ul. Piłsudskiego. W 1925 r. rada miejska z jego inicjatywy przywróciła jej dawną nazwę – Długa. Po zamachu majowym w 1926 r. jego poglądy jeszcze bardziej przesunęły się w kierunku popularnej na Pomorzu endecji. Został prezesem Stronnictwa Narodowego w Kościerzynie. W 1930 r. startował w wyborach do sejmu RP z Listy Narodowej (nr 4), z piątego miejsca na liście. Do sejmu się nie dostał, ale w Kościerzynie zagłosowały na niego 1553 osoby, co stanowiło ok. 48% wszystkich oddanych w tym mieście głosów. W 1930 r. był współorganizatorem kościerskiego oddziału Obozu Wielkiej Polski, organizacji antysanacyjnej, powołanej w 1926 r. przez Romana Dmowskiego (zdelegalizowanej w woj. pomorskim w 1932 r.). W 1931 r. został z przyczyn politycznych wykluczony z Towarzystwa Powstańców i Wojaków, czyli weteranów walk o niepodległość, co spotkało się z dużym odzewem społecznym. Od 1926 r. działał w Towarzystwie Samodzielnych Rzemieślników w Kościerzynie, na forum którego również miał okazję upowszechniać swoje idee społeczne i polityczne o charakterze katolicko-narodowym. Przez cały okres międzywojenny, mimo podeszłego wieku, aktywnie udzielał się w pracach kościerskiego Towarzystwa Gimnastycznego "Sokół", Towarzystwa "Wyzwolenie", Katolickiego Stowarzyszenia Młodzieży i w innych organizacjach. Cieszył się powszechnym szacunkiem jako weteran walk o niepodległość i społecznik, miał również wybitne zdolności krasomówcze. W 1936 r. podczas wiecu zorganizowanego w Kościerzynie przez Polski Związek Zachodni spontanicznie zabrał głos i ostro skrytykował proniemiecką politykę zagraniczną rządu, za co dostał "gromkie oklaski". W konsekwencji tego incydentu został dyskretnie aresztowany i spędził jeden dzień w areszcie w Chojnicach.

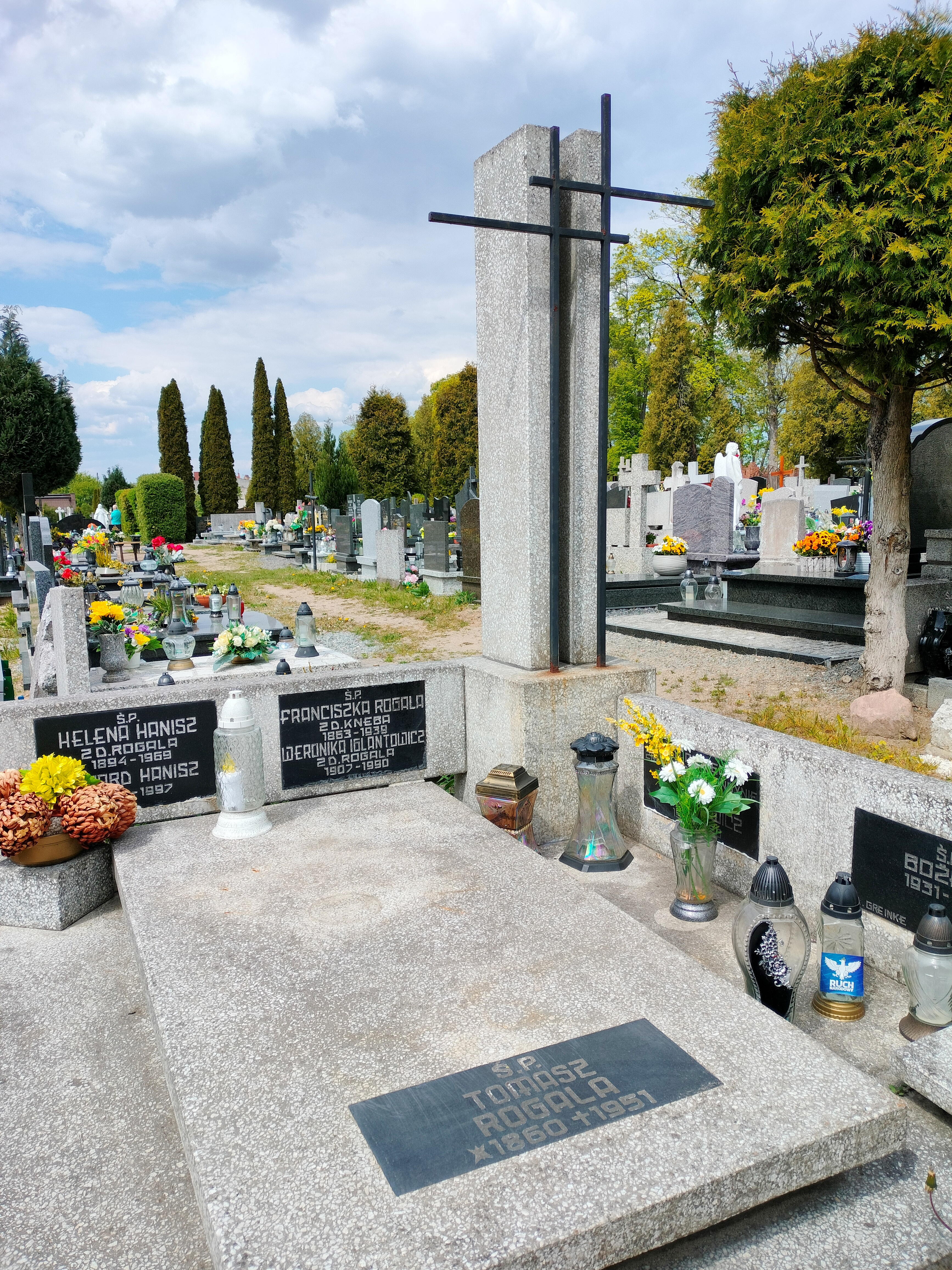
Grób rodzinny Rogalów na cmentarzu w Kościerzynie

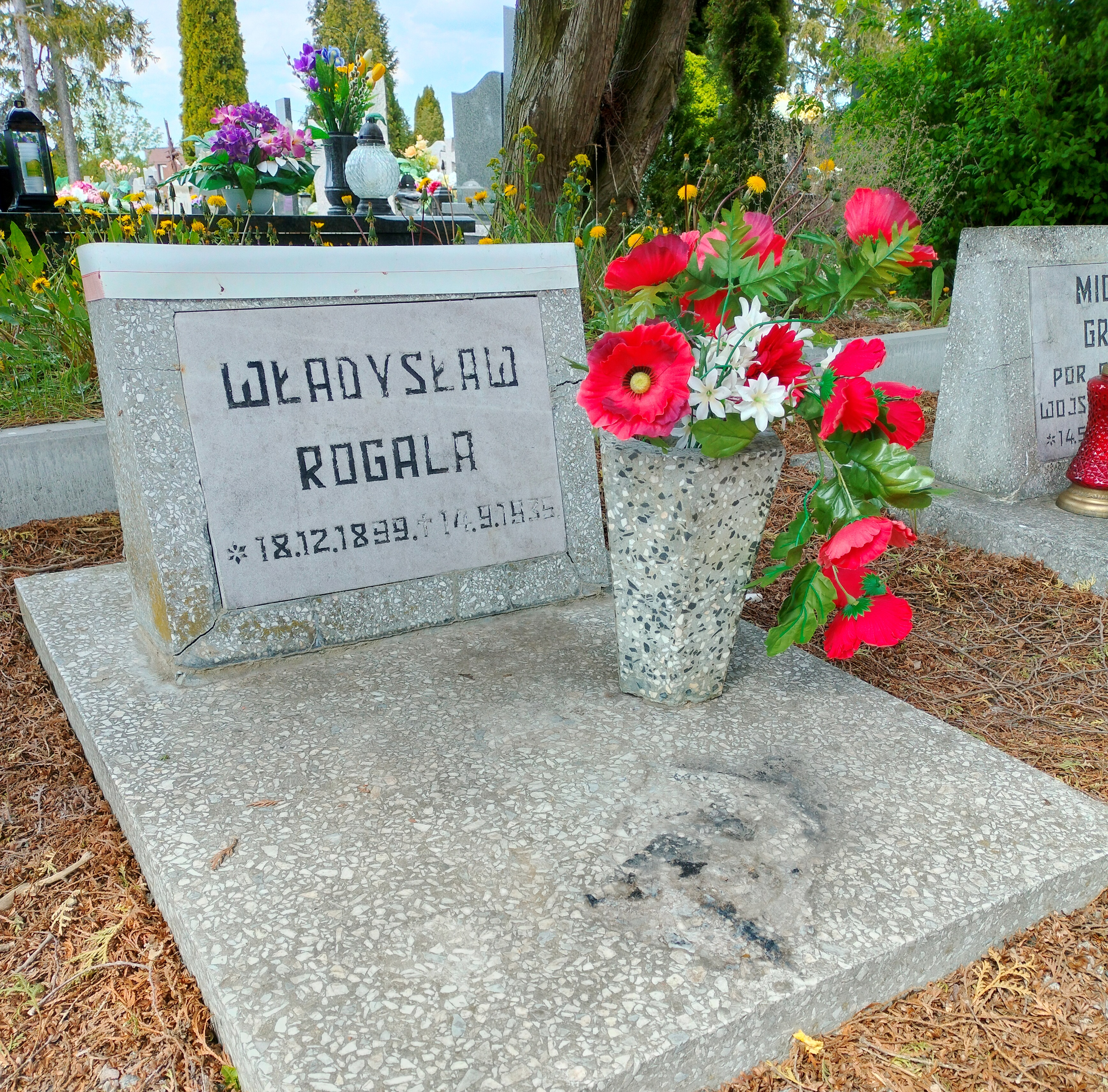
Grób Władysława Rogali na cmentarzu w Kościerzynie

Po wkroczeniu na Pomorze wojsk niemieckich został 22 listopada 1939 r. aresztowany z całą rodziną i wraz z innymi mieszkańcami Kościerzyny wywieziony do Łosic k. Siedlec, gdzie 10 grudnia tego roku zmarła jego żona Franciszka. Jego syn Władysław już 14 września tego roku został rozstrzelany przez miejscowych Niemców w lasach pod Kornem za działalność przedwojenną swojego ojca. Po rocznym pobycie w Łosicach Rogalowie przenieśli się do Dębicy na Podkarpaciu, skąd w maju 1945 r. wrócili do Kościerzyny, gdzie Tomasz zmarł 1 czerwca 1951 r. i został pochowany w grobowcu rodzinnym na miejscowym cmentarzu. 

## Ordery i odznaczenia
Krzyż Kawalerski Orderu Odrodzenia Polski – 2 maja 1922

## Upamiętnienie

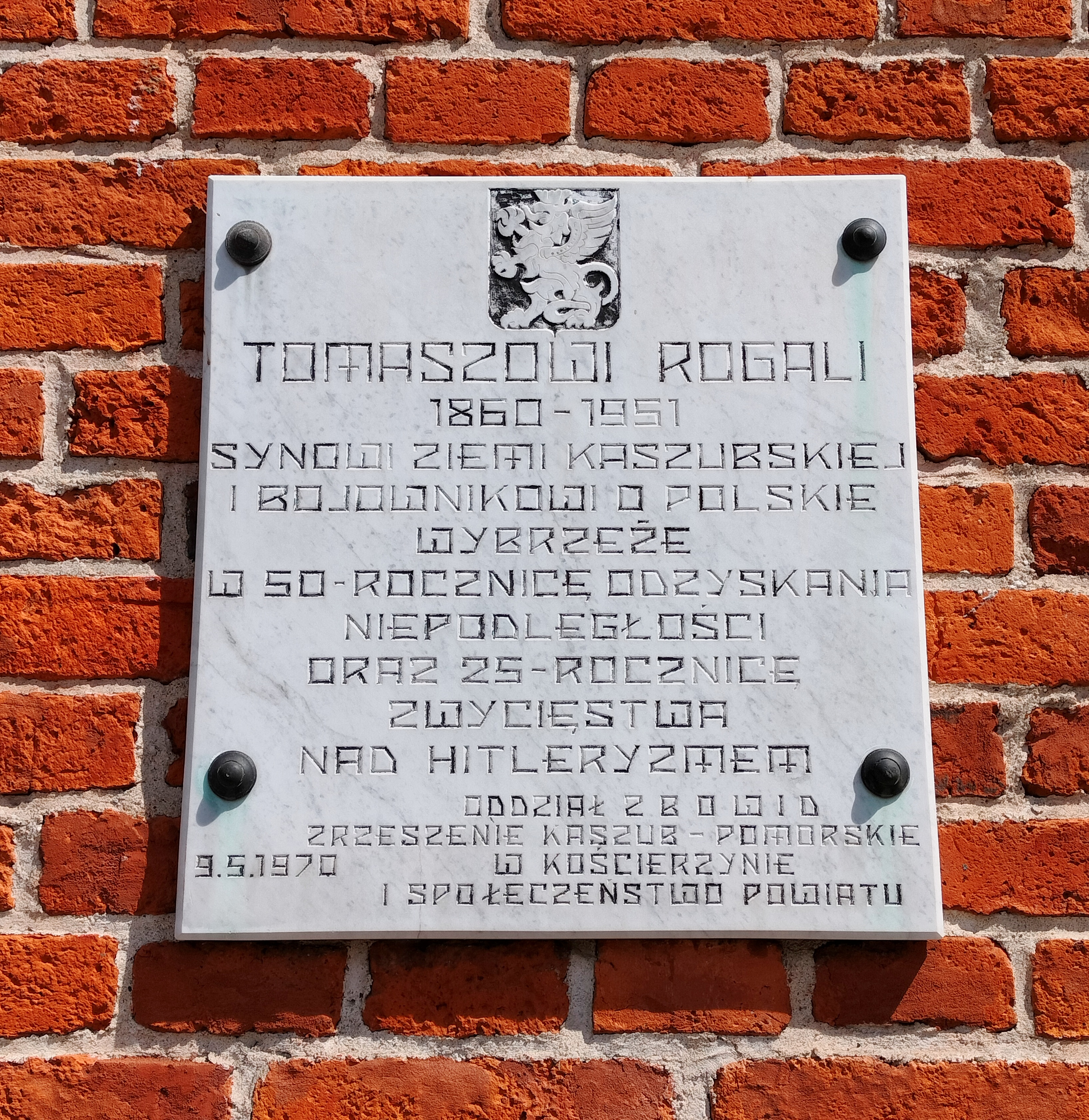
Tablica ku czci Tomasz Rogali na elewacji dawnego ratusza w Kościerzynie (obecnie Muzeum Ziemi Kościerskiej)

9 maja 1970 r. odsłonięto na fasadzie ratusza w Kościerzynie tablice pamiątkową z następującym napisem: Tomaszowi Rogali 1860-1951, synowi ziemi kościerskiej i bojownikowi o polskie Wybrzeże w 50 rocznicę odzyskania niepodległości oraz 25 rocznicę zwycięstwa nad hitleryzmem. Oddział ZBOWiD, Zrzeszenie Kaszubsko-Pomorskie w Kościerzynie i społeczeństwo powiatu. 9. 5. 1970.

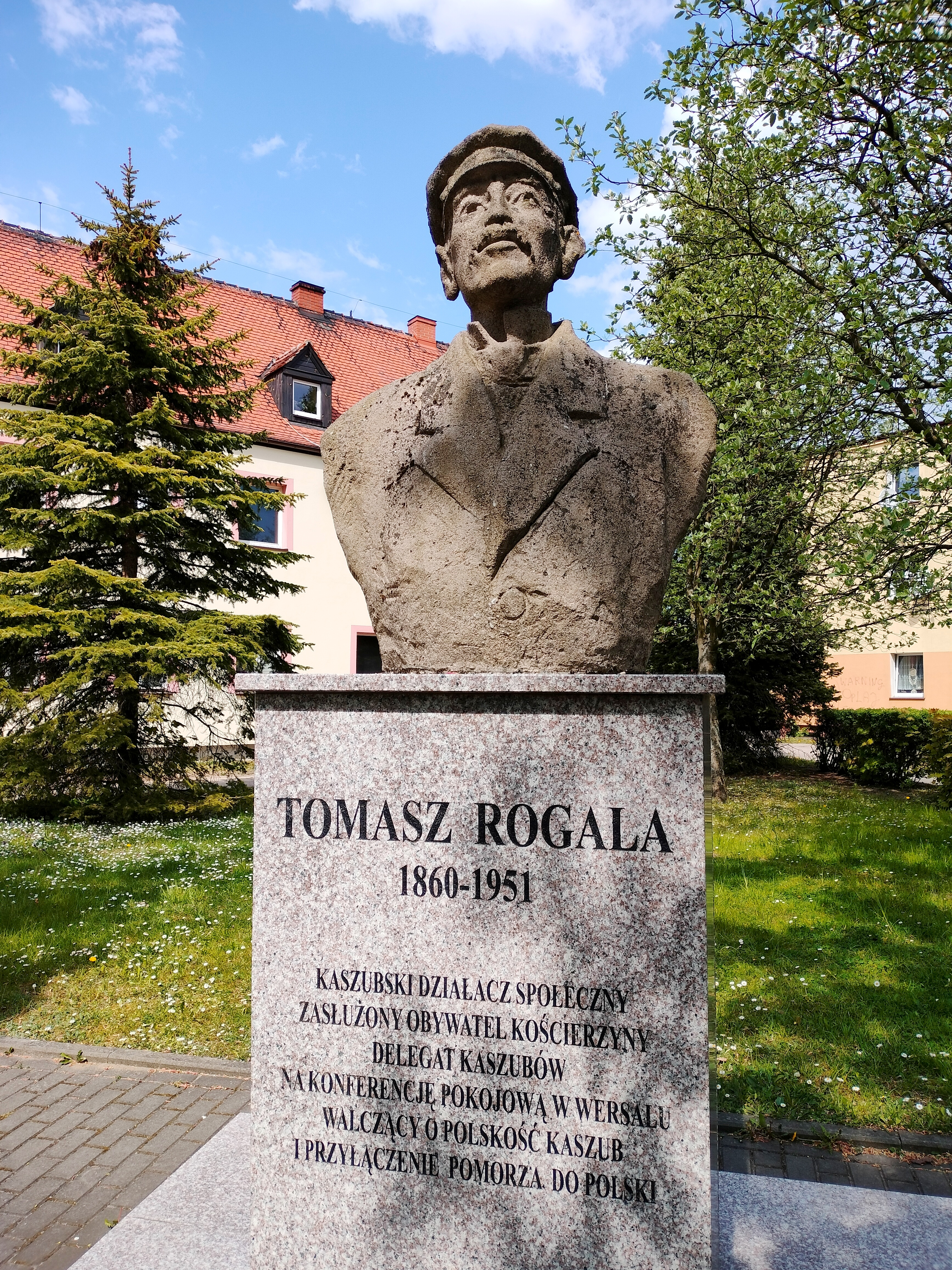
Pomnik Tomasza Rogali w Kościerzynie

21 września 1985 r. z inicjatywy Zrzeszenia Kaszubsko-Pomorskiego odsłonięto w Kościerzynie u zbiegu ulic Strzeleckiej (wówczas 22 lipca) i Tomasza Rogali popiersie bohaterskiego Kaszuba dłuta absolwentki Wyższej Szkoły Sztuk Plastycznych w Gdańsku Tiny Janusz-Adamczak. Pomnik został poddany renowacji w 2012 r. i przeniesiony na drugą stronę ulicy, poprawiono również znajdujący się na nim napis, który ma obecnie następujące brzmienie: Tomasz Rogala 1860-1951, kaszubski działacz społeczny, zasłużony obywatel Kościerzyny, delegat Kaszubów na konferencję pokojową w Wersalu, walczący o polskość Kaszub i przyłączenie Pomorza do Polski.
Od 2001 r. Rada Miasta Kościerzyny nadaje Medal im. Tomasza Rogali, wykonany w srebrze, za wybitne zasługi dla miasta oraz „szczególne osiągnięcia i podejmowanie publicznie pożytecznych inicjatyw podnoszących rangę miasta w kraju i za granicą w zakresie nauki, kultury, oświaty, służby zdrowia, gospodarki, sportu, działalności społecznej oraz w innych dziedzinach".
W północnej części Kościerzyny znajduje się ulica Tomasza Rogali o długości ok. 900 m, prowadząca z południa (od ul. Strzeleckiej) na północ (do toru kolejowego).
Ulica Tomasza Rogali znajduje się również w Gdyni, w dzielnicy Pogórze Dolne.